# Mangartska dolina
Mangartska dolina je dolina v Zahodnih Julijskih Alpah v Italiji.
Mangartska dolina se zajeda v osrčje Mangartske skupine in se polagoma vzpenja od severa proti jugu, kjer konec doline zapira veličastna skalna stena Mangarta. Nad zahodno stranjo doline se razteza greben z vrhovoma Bukovnika (2076 m) in Poldnik/Picco di Mezzodi (2036 m), vzhodni bok pa obroblja veriga Ponc. Konec doline, ki se zajeda v stene Vevnice in Mangarta se imenuje Zagače. Največja privlačnost doline sta dve Mangartski jezeri ali Belopeški jezeri.
Do Mangartskih jezer jezer pripelje asfaltna cesta, ki so od glavne ceste Rateče - Trbiž odcepi v naselju Pod Klancem/Villa Alta. Od jezer naprej pa je makadamski podaljšek proti koncu doline. Ob jezeru je nekaj gostišč in izposojevalnica čolnov, pod vznožjem Visoke Ponce (2274 m) pa stoji Koča Luigi Zacchi/Rifugio Luigi Zacchi.
Mangartska dolina je izvrstno izhodišče za številne planinske in alpinistične ture. Pri jezerih se pričnejo številne poti proti vrhovom Mangartske skupine. Poti so večinoma zahtevne in terjajo izurjenega planinca. To območje je še posebej zanimivo za alpiniste, ki so tod speljali nekatere plezalne smeri, ki sodijo med najtežje v Julijskih Alpah.